# 曾陇梅
曾陇梅（1930年—），男，广东蕉岭人，中国有机化学家，曾任中山大学教授、博士生导师，中国化学会理事，第七、八、九届全国政协委员。